# Gedongrejo
Gedongrejo is een bestuurslaag in het regentschap Wonogiri van de provincie Midden-Java, Indonesië. Gedongrejo telt 2389 inwoners (volkstelling 2010).